# Lioness: Hidden Treasures
Lioness: Hidden Treasures là album biên tập sau khi mất của nữ ca sĩ người Anh Amy Winehouse, được phát hành vào ngày 2 tháng 12 năm 2011 bởi hãng thu âm Island Records. Nó là album thứ ba của cô và có bao gồm nhiều bài hát chưa được phát hành và các bản thu thử được tập hợp bởi Mark Ronson, Salaam Remi và gia đình của Winehouse, có bao gồm đĩa đơn đầu tiên "Body and Soul", cùng nam danh ca Tony Bennett. Doanh thu của album được quyên góp cho quỹ Amy Winehouse Foundation. "Our Day Will Come" được phát hành dưới dạng đĩa đơn thứ hai và là đĩa đơn cuối cùng vào ngày 4 tháng 12. Nó là đĩa đơn đơn ca đầu tiên của Winehouse được phát hành kể từ năm 2007.

## Danh sách bài hát
| STT | Nhan đề                                    | Sáng tác                                                                 | Sản xuất     | Thời lượng |
| --- | ------------------------------------------ | ------------------------------------------------------------------------ | ------------ | ---------- |
| 1.  | "Our Day Will Come"                        | Mort Garson, Bob Hilliard                                                | Salaam Remi  | 2:49       |
| 2.  | "Between the Cheats"                       | Amy Winehouse, Salaam Remi                                               | Salaam Remi  | 3:33       |
| 3.  | "Tears Dry" (Original Version)             | Winehouse, Nickolas Ashford, Valerie Simpson                             | Salaam Remi  | 4:08       |
| 4.  | "Will You Still Love Me Tomorrow?" (2011)  | Gerry Goffin, Carole King                                                | Mark Ronson  | 4:23       |
| 5.  | "Like Smoke" (song ca với Nas)             | Remi, Winehouse, Nasir Jones                                             | Salaam Remi  | 4:38       |
| 6.  | "Valerie" ('68)                            | Sean Payne, Dave McCabe, Abi Harding, Boyan Chowdhury, Russell Pritchard | Mark Ronson  | 4:00       |
| 7.  | "The Girl from Ipanema"                    | Norman Gimbel, Antônio Carlos Jobim, Vinicius de Moraes                  | Salaam Remi  | 2:47       |
| 8.  | "Half Time"                                | Winehouse, Fin Greenall                                                  | Salaam Remi  | 3:51       |
| 9.  | "Wake Up Alone" (Original Recording)       | Winehouse, Paul O'Duffy                                                  | Paul O'Duffy | 4:24       |
| 10. | "Best Friends, Right?"                     | Winehouse                                                                | Salaam Remi  | 2:56       |
| 11. | "Body and Soul" (song ca với Tony Bennett) | Robert Sour, Frank Eyton, Edward Heyman, John Green                      | Phil Ramone  | 3:19       |
| 12. | "A Song for You"                           | Leon Russell                                                             | Salaam Remi  | 4:29       |

## Xếp hạng
| Bảng xếp hạng (2011)              | Vị trí cao nhất |
| --------------------------------- | --------------- |
| Australian Albums Chart           | 8               |
| Austrian Albums Chart             | 1               |
| Belgian Albums Chart (Flanders)   | 3               |
| Belgian Albums Chart (Wallonia)   | 8               |
| Canadian Albums Chart             | 5               |
| Croatian Albums Chart             | 3               |
| Czech Albums Chart                | 5               |
| Danish Albums Chart               | 16              |
| Dutch Albums Chart                | 1               |
| Finnish Albums Chart              | 25              |
| French Albums Chart               | 2               |
| German Albums Chart               | 3               |
| Greek Albums Chart                | 10              |
| Hungarian Albums Chart            | 19              |
| Irish Albums Chart                | 4               |
| Italian Albums Chart              | 10              |
| Mexican Albums Chart              | 12              |
| New Zealand Albums Chart          | 3               |
| Norwegian Albums Chart            | 26              |
| Polish Albums Chart               | 4               |
| Portuguese Albums Chart           | 1               |
| Scottish Albums Chart             | 2               |
| South Korean International Albums | 1               |
| Spanish Albums Chart              | 2               |
| Swedish Albums Chart              | 9               |
| Swiss Albums Chart                | 1               |
| UK Albums Chart                   | 1               |
| US Billboard 200                  | 5               |
| US Top R&B/Hip-Hop Albums         | 1               |

| Nước           | Chứng nhận  |
| -------------- | ----------- |
| Đan Mạch       | Bạch kim    |
| Đức            | Vàng        |
| New Zealand    | Vàng        |
| Bồ Đào Nha     | Vàng        |
| Tây Ban Nha    | Bạch kim    |
| Vương quốc Anh | 2× bạch kim |

## Lịch sử phát hành
| Nước           | Ngày                | Nhãn hiệu                  |
| -------------- | ------------------- | -------------------------- |
| Úc             | 2 tháng 12 năm 2011 | Universal Music            |
| Đức            | 2 tháng 12 năm 2011 | Universal Music            |
| Ireland        | 2 tháng 12 năm 2011 | Island Records             |
| Vương quốc Anh | 5 tháng 12 năm 2011 | Island Records             |
| Mỹ             | 6 tháng 12 năm 2011 | Universal Republic Records |
| Colombia       | 8 tháng 12 năm 2011 | Universal Music            |